# Керос (остров)
Ке́рос (греч. Κέρος) — необитаемый остров в Эгейском море, принадлежащий Греции. Входит в группу островов Куфонисия в группе Малые Киклады в восточной части архипелага Киклады, между юго-восточной оконечностью Наксоса и юго-западной оконечностью Аморгоса. Административно относится к общине Наксос и Малые Киклады в периферии Южные Эгейские острова.
Длина 6,7 километров, ширина 3,6 километров. Площадь острова составляет 15 квадратных километров, протяженность береговой линии — 25 километров. Высота над уровнем моря — 432 метров.
На острове находятся овечьи отары монастыря Панагии Хозовиотиссы, который расположен на Аморгосе.

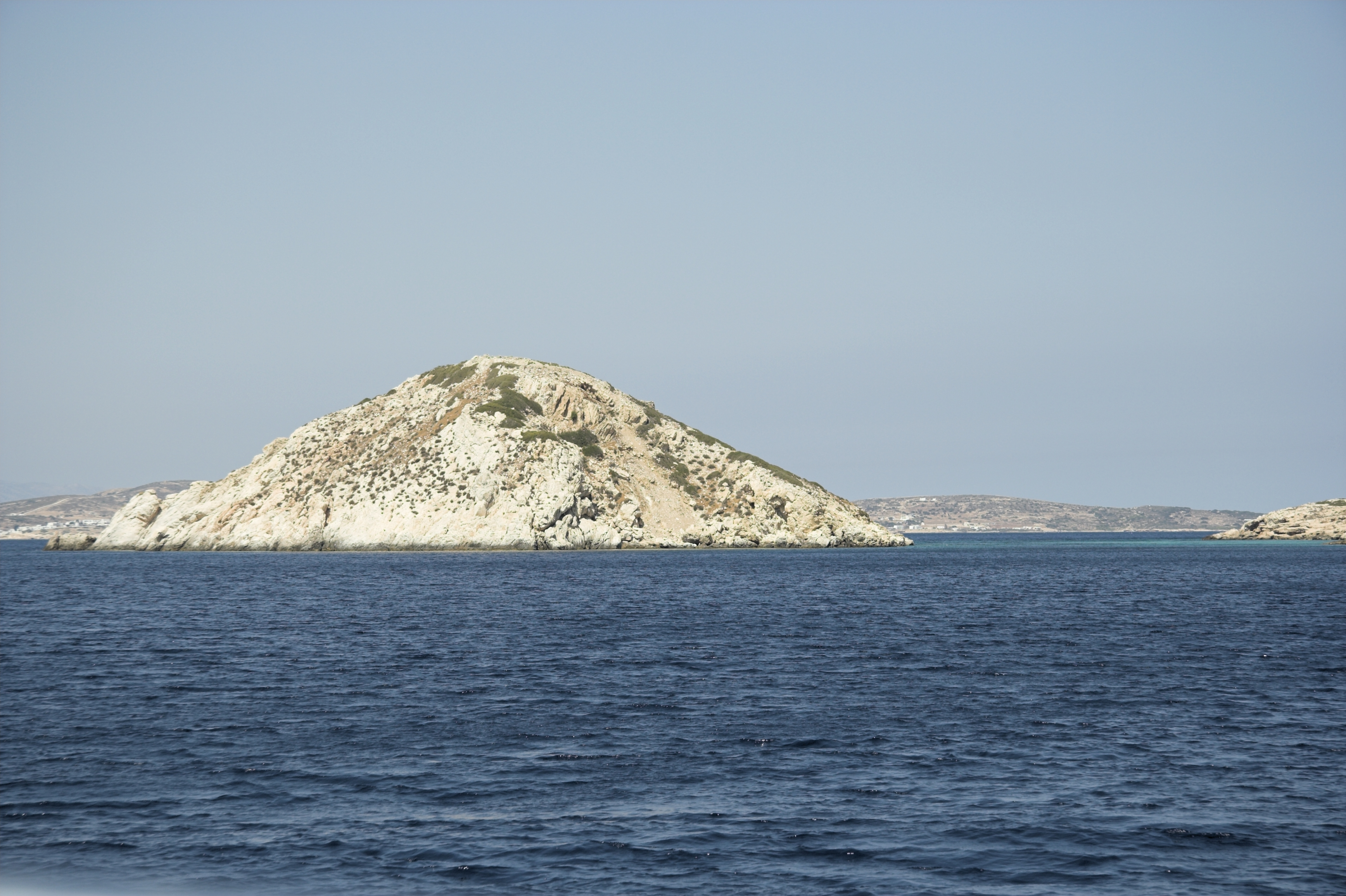
Островок Даскалио

Крошечный остров Даскалио (Δασκαλειό) примерно в 100 метрах от Кероса в прошлом был мысом, отделённым от Кероса землетрясением. 4500 лет назад Даскалио был соединён с Керосом дамбой, исчезнувшей из-за повышения уровня воды.

## История

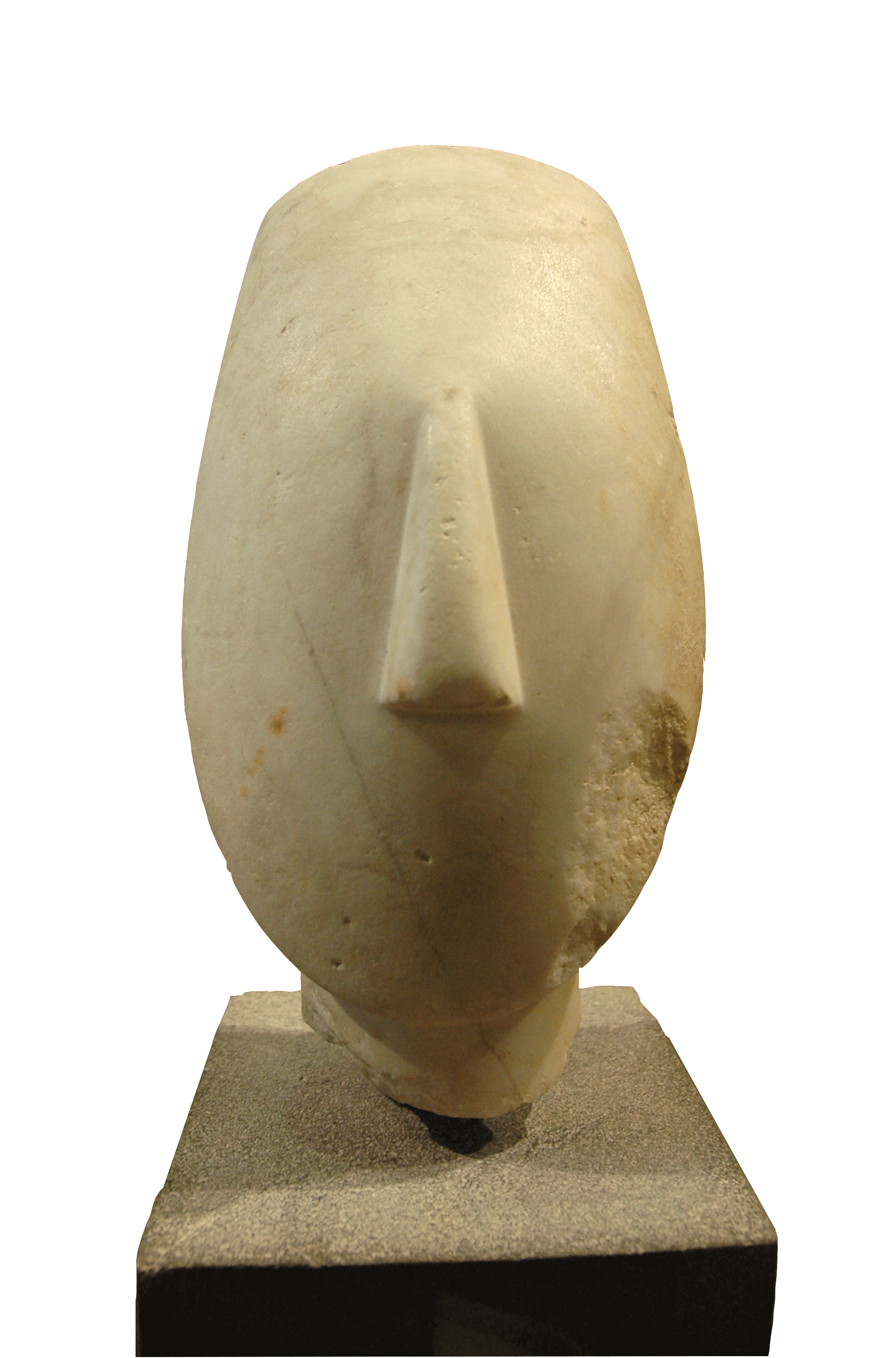
Голова женской фигурки типа Спедос. Мрамор. II раннекикладский период (2700—2300 до н. э.), культура Керос. Лувр

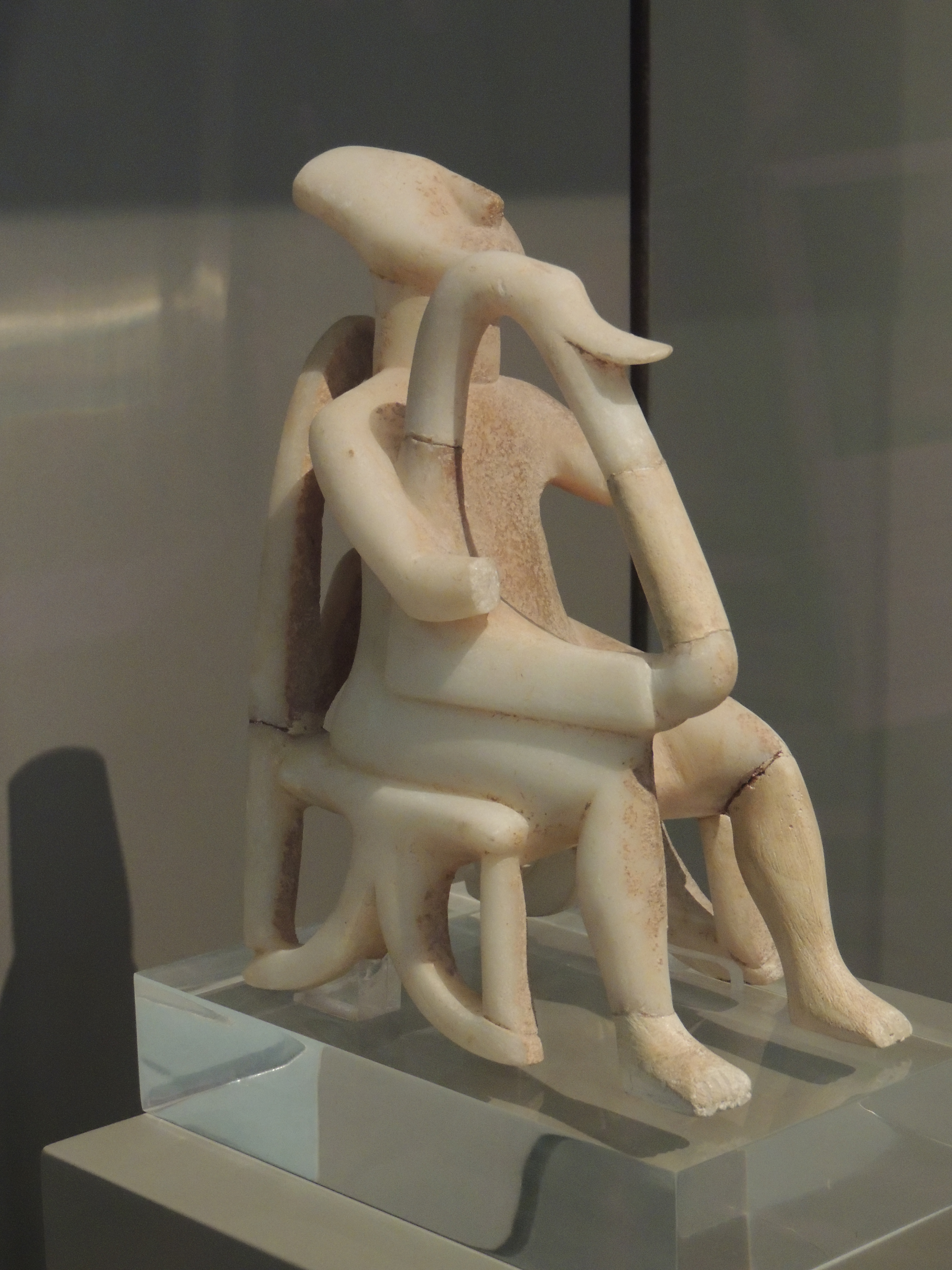
Арфист с острова Керос. Мрамор. II раннекикладский период (ок. 2700—2500 до н. э.). Национальный археологический музей Афин

Около 4000 лет до н. э. на конусообразном земляном холме на мысе острова Керос вырезаны были террасы, чтобы сделать его похожим на ступенчатую пирамиду. Холм был облицован привозным белым мрамором с Наксоса, расположенного в 10 километрах, общей массой не менее тысячи тонн. В 1960-е годы Керос посетили британский археолог Колин Ренфрю и греческий археолог Христос Думас, которые обнаружили следы мародёрства. В 1963 году археологические исследования начал Думас, продолжила в 1967 году Фотини Зафиропулу (Φωτεινή Ν. Ζαφειροπούλου) и в 1987 году Ренфрю, Думас и Лила Марангу. В 2015—2018 годах исследования проводили Майкл Бойд (Michael Boyd) и Ренфрю. В 2018 году учёными Кембриджского университета внутри холма обнаружена сложная система дренажных туннелей, построенная за тысячу лет до водопровода Кносского дворца минойской цивилизации. В раннем бронзовом веке на Керосе существовало важное святилище (ок. 2750—2300 до н. э.). Найдены тысячи фрагментов мраморных сосудов и сотни частей мраморных фигурок, намеренно разбитых и похороненных в неглубоких ямах. Культура Керос-Сирос (ок. 2700—2300 до н. э.) является периодом расцвета кикладской скульптуры. В 2006 году Колин Ренфрю обнаружил поселение бронзового века на Даскалио, был найден гостевой дом для паломников, построенный из привозного мрамора. Керамика включает в себя фрагменты сосудов, сделанных, вероятно, на островах Сирос и Аморгос, а некоторые из них, возможно, привезены из материковой Греции, из Арголиды и Коринфии на северо-востоке Пелопоннеса. На Керосе найдены мастерские, где проводилась плавка и обработка металла. Центром металлообработки был Даскалио. Сырье и продукты питания на остров привозились.
В древности остров назывался др.-греч. Κάρος и Κερία. Входил в афинский союз, платил дань в размере 10 драхм и 3 обола. Руины небольшого средневекового замка, который принадлежал пиратам, которые использовали Керос в качестве укрытия в Средние века и в позднее, сохранились в северо-западной части острова, в нынешнем месте Даскалио.